# Achryson lutarium
Achryson lutarium là một loài bọ cánh cứng trong họ Cerambycidae.